# QutIM
qutIM — Багатоплатформний клієнт миттєвого обміну повідомленнями з відкритим вихідним кодом, поширюється за ліцензією GNU GPL. Розробка клієнта почалася в січні 2008 року маючи на меті створення IM-клієнта з дружнім інтерфейсом.
Далі почалася розробка версії 0.2 (тестова 0.1.99), в якій більша частина коду була переписана з нуля, додана підтримка Jabber, Mail.ru Agent, IRC.
У цей час версія 0.2 заморожена, ведеться розробка 0.3. В новій версії буде додана підтримка метаконтактів, пошуку по списку контактів, а також робота з бібліотекою libpurple як бекендом.

## Можливості
- X-статуси
- Використання вкладок у вікнах повідомлень
- Спам-фільтр
- Приватні списки
- Одночасна робота з декількома обліковими записами
- Підтримка декількох протоколів
- Багатомовний інтерфейс
- Передача файлів
- Підтримка HTTP- та SOCKS 5-проксі
- Підтримка аватарів
- Підтримка статусних іконок від Adium та смайлів
- Підтримка стилів вікна чата від Adium
- Підтримка звуків
- Звіт про доставлене повідомлення
- Повідомлення про набір тексту
- Підтримка плагінів
- Webkit-режим діалогу, що дозволяє змінювати його вигляд (аналог IEView в Miranda IM).

## Плагіни
qutIM являє собою компактний програмний інтерфейс для набору різноманітних плагінів. Всі підтримувані протоколи в qutIM реалізовані у вигляді плагінів. Додавши інші плагіни можна розширити можливості програми.

## Підтримувані протоколи
Підтримка протоколів забезпечується плагінами. Існують такі плагіни:
- ICQ
- Jabber (XMPP)
- В Контакте
- IRC
- Mail.ru Agent